# Le Puid
Le Puid est une commune française située dans le département des Vosges en région Grand Est.
Ses habitants sont appelés les Piédestains.

## Géographie

### Géologie et relief

#### Sismicité
Commune située dans une zone 3 de sismicité modérée.

### Hydrographie et les eaux souterraines
Hydrogéologie et climatologie : Système d’information pour la gestion des eaux souterraines du bassin Rhin-Meuse :
Territoire communal : Occupation du sol (Corinne Land Cover); Cours d'eau (BD Carthage),
Géologie : Carte géologique; Coupes géologiques et techniques,
 Hydrogéologie : Masses d'eau souterraine; BD Lisa; Cartes piézométriques.
La commune est située dans le bassin versant du Rhin au sein du bassin Rhin-Meuse. Elle est drainée par le ru de Grandrupt, le ruisseau du Voe et le ruisseau de Large Pierre,.
Le ru de Grandrupt, d'une longueur totale de 10,2 km, prend sa source dans la commune de Grandrupt et se jette dans le Rabodeau à La Petite-Raon, après avoir traversé quatre communes.

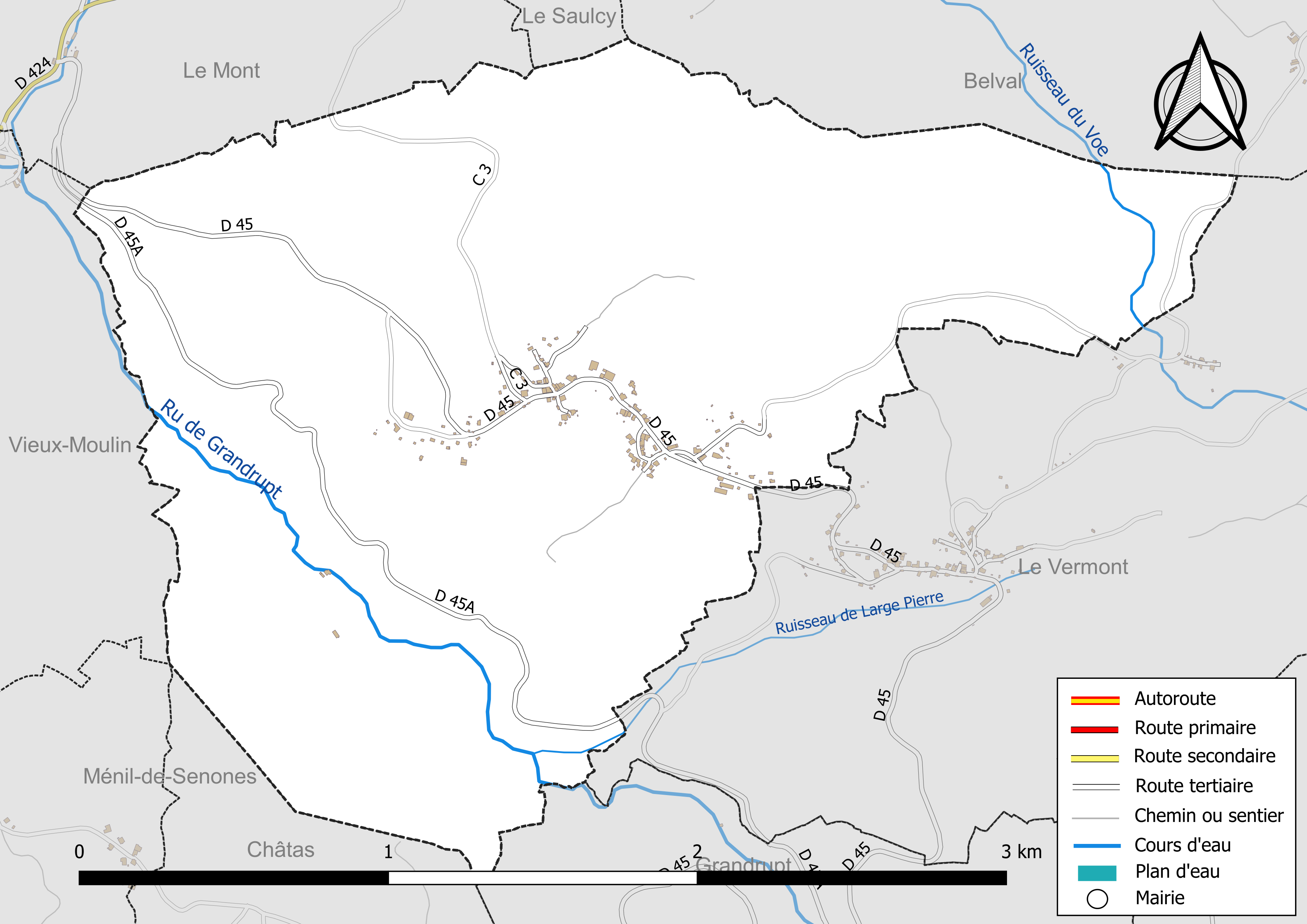
Réseaux hydrographique et routier du Puid.

La qualité des eaux de baignade et des cours d’eau peut être consultée sur un site dédié géré par les agences de l’eau et l’Agence française pour la biodiversité.

### Climat
Pour des articles plus généraux, voir Climat du Grand Est et Climat des Vosges.
En 2010, le climat de la commune est de type climat de montagne, selon une étude du Centre national de la recherche scientifique s'appuyant sur une série de données couvrant la période 1971-2000. En 2020, Météo-France publie une typologie des climats de la France métropolitaine dans laquelle la commune est exposée à un climat semi-continental et est dans la région climatique  Vosges, caractérisée par une pluviométrie très élevée (1 500 à 2 000 mm/an) en toutes saisons et un hiver rude (moins de 1 °C).
Pour la période 1971-2000, la température annuelle moyenne est de 8,6 °C, avec une amplitude thermique annuelle de 16,5 °C. Le cumul annuel moyen de précipitations est de 1 227 mm, avec 13,7 jours de précipitations en janvier et 11,2 jours en juillet. Pour la période 1991-2020, la température moyenne annuelle observée sur la station météorologique de Météo-France la plus proche, « Ban-de-Sapt », sur la commune de Ban-de-Sapt à 6 km à vol d'oiseau, est de 10,3 °C et le cumul annuel moyen de précipitations est de 1 027,3 mm. 
La température maximale relevée sur cette station est de 36,9 °C, atteinte le 7 août 2015 ; la température minimale est de −17 °C, atteinte le 19 décembre 2009,,.
Les paramètres climatiques de la commune ont été estimés pour le milieu du siècle (2041-2070) selon différents scénarios d'émission de gaz à effet de serre à partir des nouvelles projections climatiques de référence DRIAS-2020. Ils sont consultables sur un site dédié publié par Météo-France en novembre 2022.

## Urbanisme

### Typologie
Au 1er janvier 2024, Le Puid est catégorisée commune rurale à habitat dispersé, selon la nouvelle grille communale de densité à sept niveaux définie par l'Insee en 2022.
Elle est située hors unité urbaine et hors attraction des villes,.

### Occupation des sols
L'occupation des sols de la commune, telle qu'elle ressort de la base de données européenne d’occupation biophysique des sols Corine Land Cover (CLC), est marquée par l'importance des forêts et milieux semi-naturels (87,8 % en 2018), une proportion identique à celle de 1990 (87,8 %). La répartition détaillée en 2018 est la suivante : 
forêts (87,8 %), zones agricoles hétérogènes (11,9 %), prairies (0,2 %). L'évolution de l’occupation des sols de la commune et de ses infrastructures peut être observée sur les différentes représentations cartographiques du territoire : la carte de Cassini (XVIIIe siècle), la carte d'état-major (1820-1866) et les cartes ou photos aériennes de l'IGN pour la période actuelle (1950 à aujourd'hui).

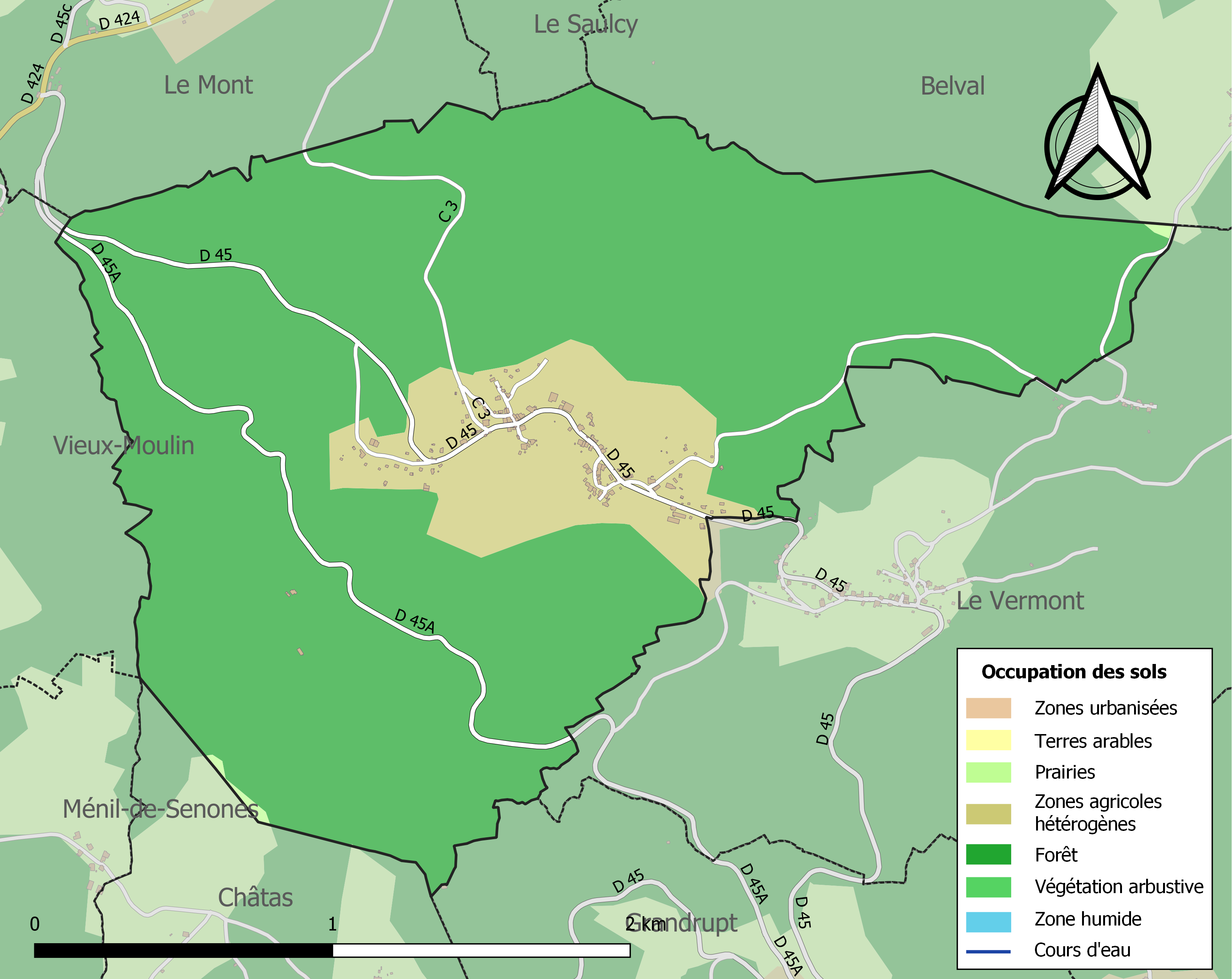
Carte des infrastructures et de l'occupation des sols de la commune en 2018 (CLC).

## Toponymie
Le nom de la localité est attesté sous les formes Ai Peux (1333) ; « Lai haute maison dou Puix on Val de Senonne » (1353) ; Du Peu on Val de Senoine (1561) ; Loupen (1656) ; Le Puys (1711) ; Le Puit (1753).

Prononcez [lò pœ] ;  de l,oil local pæ « puy , hauteur ». L'ancien français avait en effet puy, pui « colline, hauteur ».

## Histoire
Jusqu'en 1793, Le Puid faisait partie de la principauté de Salm. Annexé par le France, il devient chef-lieu de canton dans le district de Senones, canton absorbé en 1801 au profit de Senones.
La commune a été décorée, le 11 novembre 1948, de la Croix de guerre 1939-1945.
L'école élémentaire a fermé ses portes en 2012.

## Politique et administration

### Budget et fiscalité 2022

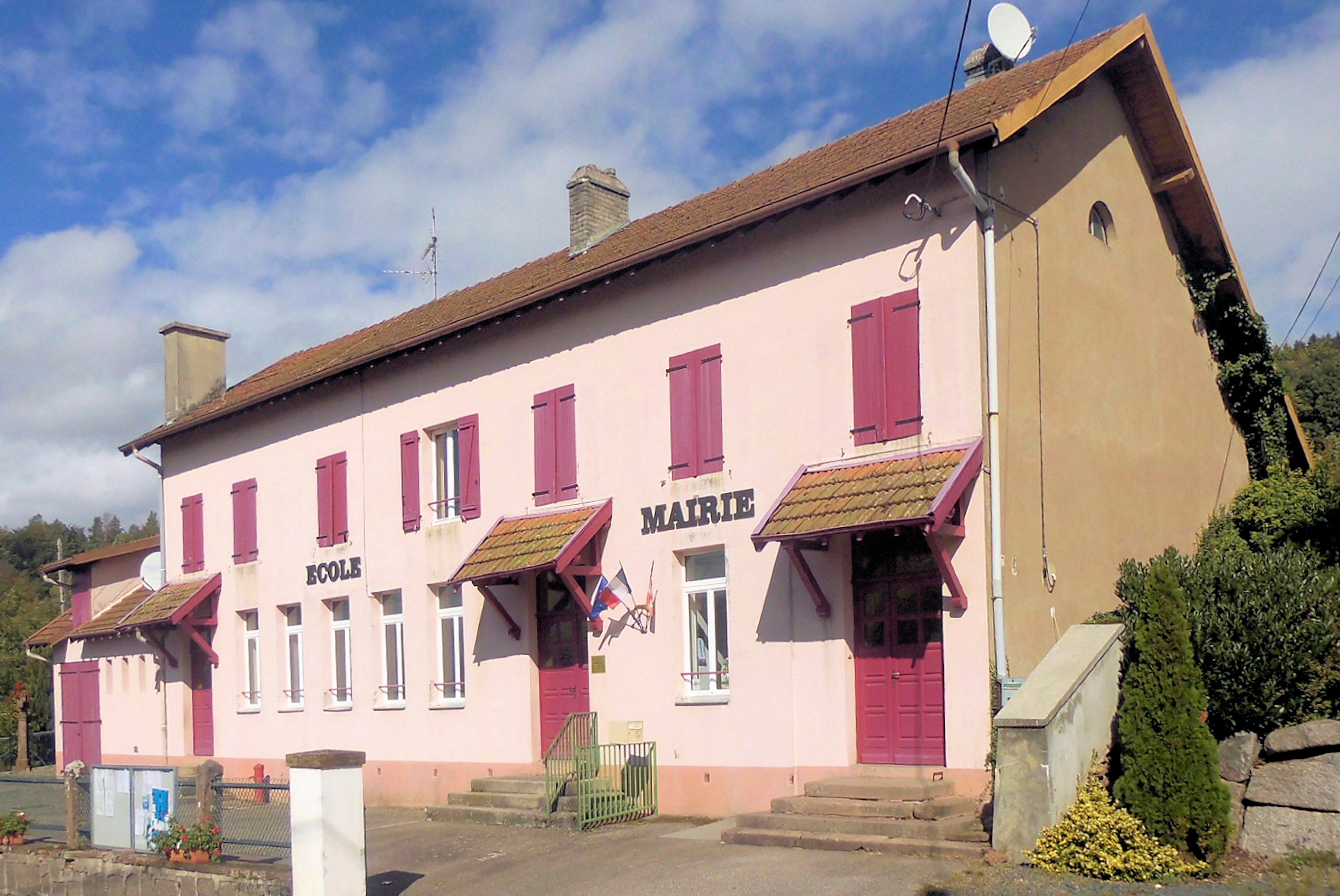
La mairie-école.

En 2022, le budget de la commune était constitué ainsi :
- total des produits de fonctionnement : 153 000 €, soit 1 343 € par habitant ;
- total des charges de fonctionnement : 134 000 €, soit 1 180 € par habitant ;
- total des ressources d'investissement : 71 000 €, soit 623 € par habitant ;
- total des emplois d'investissement : 57 000 €, soit 496 € par habitant ;
- endettement : 40 000 €, soit 351 € par habitant.

Avec les taux de fiscalité suivants :
- taxe d'habitation : 16,97 % ;
- taxe foncière sur les propriétés bâties : 32,29 % ;
- taxe foncière sur les propriétés non bâties : 15,76 % ;
- taxe additionnelle à la taxe foncière sur les propriétés non bâties : 0,00 % ;
- cotisation foncière des entreprises : 0,00 %.

Chiffres clés Revenus et pauvreté des ménages en 2021 : médiane en 2021 du revenu disponible, par unité de consommation : 25 010 €.

### Liste des maires
| Période                                  | Période    | Identité                | Étiquette | Qualité |
| ---------------------------------------- | ---------- | ----------------------- | --------- | ------- |
| Les données manquantes sont à compléter. |            |                         |           |         |
|                                          | juin 1995  | André Thomas            |           |         |
| juin 1995                                | avril 2014 | Claude Sublon           | Modem     |         |
| avril 2014                               | En cours   | Régine Chinouilh-Thomas |           |         |

## Économie

### Entreprises et commerces

#### Agriculture
- Culture de fruits à pépins et à noyau.
- Sylviculture et autres activités forestières.
- Élevage d'autres animaux.

#### Tourisme
- Hébergements et restauration à Belval, Grandrupt, Senones, Saales, Saulxures.

#### Commerces
- Commerces et services de proximité.

## Population et société

### Démographie

#### Évolution démographique
L'évolution du nombre d'habitants est connue à travers les recensements de la population effectués dans la commune depuis 1793. Pour les communes de moins de 10 000 habitants, une enquête de recensement portant sur toute la population est réalisée tous les cinq ans, les populations de référence des années intermédiaires étant quant à elles estimées par interpolation ou extrapolation. Pour la commune, le premier recensement exhaustif entrant dans le cadre du nouveau dispositif a été réalisé en 2004.

En 2022, la commune comptait 118 habitants, en évolution de +22,92 % par rapport à 2016 (Vosges : −2,96 %, France hors Mayotte : +2,11 %).
| 1793 | 1800 | 1806 | 1821 | 1831 | 1836 | 1841 | 1846 | 1856 |
| ---- | ---- | ---- | ---- | ---- | ---- | ---- | ---- | ---- |
| 383  | 365  | 348  | 377  | 433  | 468  | 405  | 418  | 383  |

| 1861 | 1866 | 1876 | 1881 | 1886 | 1891 | 1896 | 1901 | 1906 |
| ---- | ---- | ---- | ---- | ---- | ---- | ---- | ---- | ---- |
| 402  | 378  | 380  | 380  | 349  | 342  | 327  | 321  | 315  |

| 1911 | 1921 | 1926 | 1931 | 1936 | 1946 | 1954 | 1962 | 1968 |
| ---- | ---- | ---- | ---- | ---- | ---- | ---- | ---- | ---- |
| 295  | 236  | 221  | 215  | 186  | 134  | 104  | 117  | 78   |

| 1975 | 1982 | 1990 | 1999 | 2004 | 2006 | 2009 | 2014 | 2019 |
| ---- | ---- | ---- | ---- | ---- | ---- | ---- | ---- | ---- |
| 83   | 82   | 80   | 90   | 92   | 99   | 98   | 98   | 113  |

| 2022 | - | - | - | - | - | - | - | - |
| ---- | - | - | - | - | - | - | - | - |
| 118  | - | - | - | - | - | - | - | - |

### Enseignement
Établissements d'enseignements : 
- Écoles maternelles à Le Saulcy, La Petite-Raon, Moussey, Senones.
- Collèges à Senones, Provenchères-et-Colroy, Saint-Dié-des-Vosges.
- Lycées à Saint-Dié-des-Vosges.

### Santé
Professionnels et établissements de santé :
- Médecins à Saint-Dié-des-Vosges, Xertigny, Épinal.
- Pharmacies à Saint-Dié-des-Vosges, Xertigny, Épinal.
- Hôpitaux :

Centre public hospitalier Saint-Charles de Saint-Dié-des-Vosges
Centre hospitalier de Remiremont.
 Centre hospitalier Émile-Durkheim d'Épinal.

### Cultes
- Culte catholique, Paroisse Saint-Maurice-du-Rabodeau[29], Diocèse de Saint-Dié.

## Culture et patrimoine

### Lieux et monuments

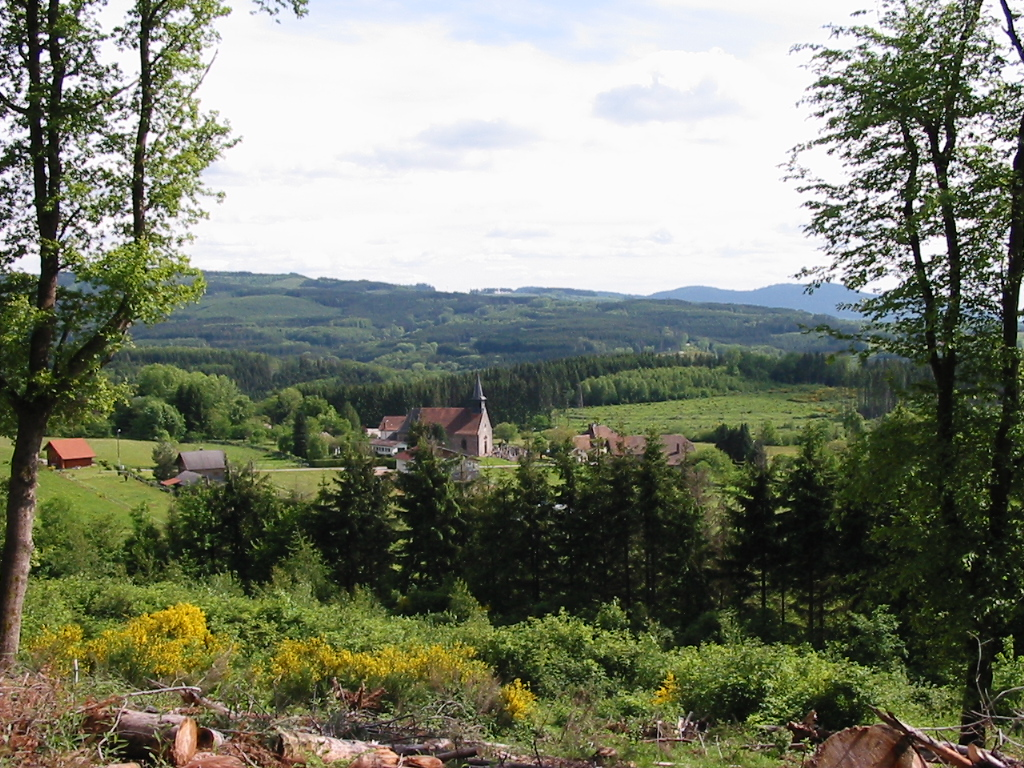
Le Puid, son église et ses forêts.
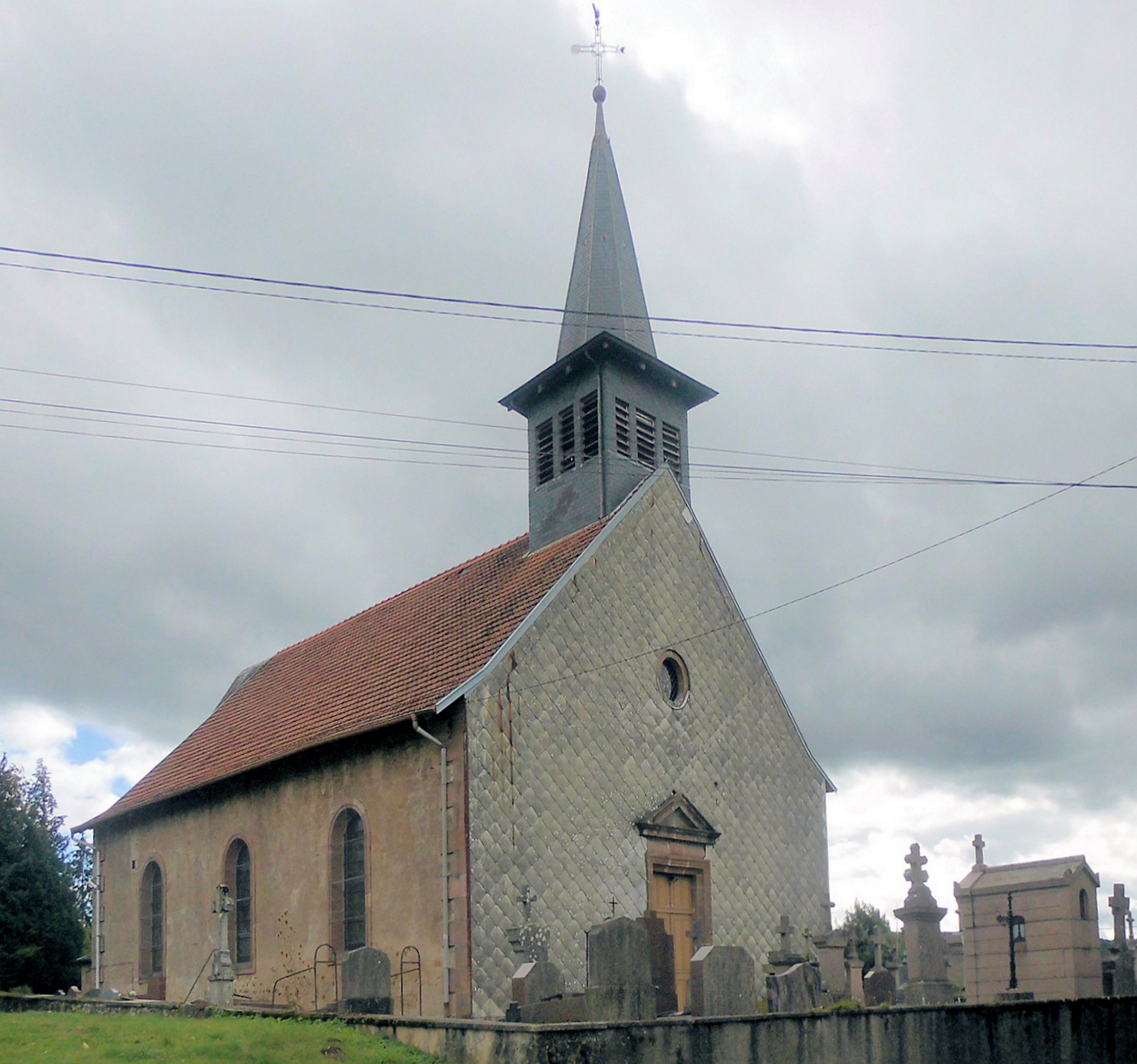
L'église de l'Assomption-de-Notre-Dame..
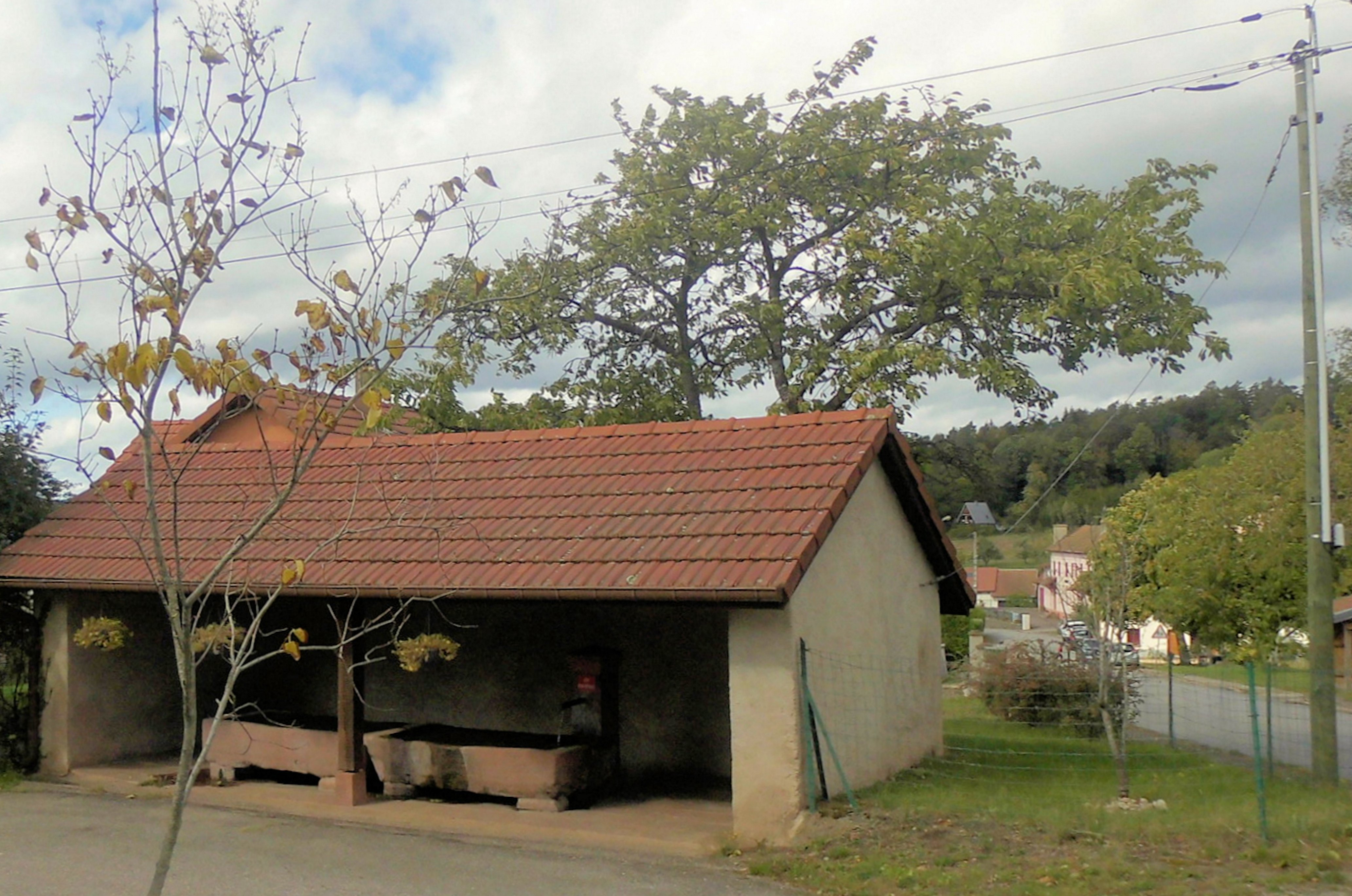
L'ancien lavoir du Puid.

- L'église du Puid et du Vermon[30],[31],[32].
- Monuments commémoratifs[33].
- L'ancien lavoir[34].
- Patrimoine architectural rural recensé par le service de l'Inventaire général du patrimoine culturel : Maisons et fermes[35],[36].

### Personnalités liées à la commune
- Le Président de la République René Coty y a effectué un séjour.

## Pour approfondir